# Zizau
Zizau ou Zezou (em árabe: جيزاو) é uma localidade da Líbia do distrito de Murzuque. Está a 7,1 quilômetros de Baidane, 9,3 de Dulaim, 12,9 de Fungul, 13,7 de Hagel, 17,6 de Gauate e 23,7 de Murzuque. Diz-se que a via que conecta Zizau a Tragane é boa, mas está comumente incrustada com sal. Foi visitada por exploradores ocidentais no começo da década de 1820, que descreveram-a à época como sendo "meramente algumas cabanas".